# Liga Europa da UEFA de 2020–21 – Rodada preliminar
A Rodada Preliminar da Liga Europa da UEFA de 2020–21 será disputada nos dias 18 e 20 de Agosto de 2020. Todas as partidas serão disputadas em jogo único e com os portões fechados. Os 8 vencedores desta fase se qualificarão para a Primeira Pré-eliminatória da Liga Europa.
O sorteio da rodada preliminar da Liga Europa de 2020–21 foi realizado no dia 9 de agosto de 2020, às 13:00 (CEST).

## Sorteio
É esperado que um total de 16 equipes disputem a rodada preliminar da Liga Europa. As equipes foram divididas em dois grupos e cada grupo foi dividido em dois potes de acordo com o coeficiente de clube da UEFA de 2020. Será sorteada uma bolinha de cada pote e, em seguida, as duas bolinhas serão colocadas juntas em um outro pote separado, onde serão novamente sorteadas. A primeira equipe sorteada jogará em casa na rodada preliminar.
Equipes da mesma associação não podem ser sorteadas para se enfrentar.
| Grupo 1                                                      | Grupo 1                                          | Grupo 2                                                 | Grupo 2                                            |
| Cabeça de chave                                              | Não cabeça de chave                              | Cabeça de chave                                         | Não cabeça de chave                                |
| ------------------------------------------------------------ | ------------------------------------------------ | ------------------------------------------------------- | -------------------------------------------------- |
| - Lincoln Red Imps - FC Santa Coloma - Tre Penne - Engordany | - Prishtina - Zeta - Iskra Danilovgrad - Gjilani | - B36 Tórshavn - La Fiorita - NSÍ Runavík - HB Tórshavn | - St Joseph's - Coleraine - Barry Town - Glentoran |

## Resultados
| Equipe 1         | Resultado   | Equipe 2          |
| ---------------- | ----------- | ----------------- |
| Tre Penne        | 1–3         | Gjilani           |
| Lincoln Red Imps | 3–0         | Prishtina         |
| FC Santa Coloma  | 0–0 (3–4 p) | Iskra Danilovgrad |
| Engordany        | 1–3         | Zeta              |
| Glentoran        | 1–0         | HB Tórshavn       |
| St Joseph's      | 1–2         | B36 Tórshavn      |
| Coleraine        | 1–0         | La Fiorita        |
| NSÍ Runavík      | 5–1         | Barry Town        |

## Partidas
| 21 de Agosto de 2020 | Tre Penne | 1 – 3     | Gjilani                            | San Marino Stadium, Serravalle       |
| 20:00                | Gai 16'   | Relatório | Nikač 24' · Hajdari 64' · Hila 68' | Público: 0 Árbitro: FRO Alex Troleis |

| 22 de Agosto de 2020 | Lincoln Red Imps | 3 – 0     | Prishtina | Victoria Stadium, Gibraltar         |
| 18:00                |                  | Relatório |           | Público: 0 Árbitro: SCO David Munro |

| 20 de Agosto de 2020 | FC Santa Coloma | 0 – 0 (pro) | Iskra Danilovgrad | Estádio Nacional de Andorra, Andorra la Vella |
| 19:30                |                 | Relatório   |                   | Público: 0 Árbitro: NIR Keith Kennedy         |

|                                                      |       | Penalidades                               |  |
| Cisteró Juanma Miranda Bouharma Camochu Pedro Santos | 3 – 4 | Đurišić Obradović Vuković Boričić Drinčić |  |

| 18 de Agosto de 2020 | Engordany         | 1 – 3     | Zeta                                         | Estádio Nacional de Andorra, Andorra la Vella |
| 20:00                | Gómez 90+4' (pen) | Relatório | Vukčević 45+1' · Lambulić 54' · Lambulić 63' | Público: 0 Árbitro: ALB Juxhin Xhaja          |

| 20 de Agosto de 2020 | Glentoran  | 1 – 0     | HB Tórshavn | The Oval, Belfast                       |
| 20:00 (19:00 BST)    | McDaid 42' | Relatório |             | Público: 0 Árbitro: SUI Lukas Fähndrich |

| 20 de Agosto de 2020 | St Joseph's | 1 – 2     | B36 Tórshavn                           | Victoria Stadium, Gibraltar            |
| 17:30                | Boro 30'    | Relatório | Przybylski 28' · Mellemgaard 43' (pen) | Público: 0 Árbitro: LUX Jasmin Sabotic |

| 20 de Agosto de 2020 | Coleraine      | 1 – 0     | La Fiorita | The Showgrounds, Coleraine                        |
| 20:30 (19:30 BST)    | McLaughlin 89' | Relatório |            | Público: 0 Árbitro: AUT Christian-Petru Ciochirca |

| 20 de Agosto de 2020 | NSÍ Runavík                                   | 5 – 1     | Barry Town   | Svangaskarð, Toftir                  |
| 19:00 (18:00 WEST)   | Olsen 52', 63', 74' · Knudsen 67' · Løkin 83' | Relatório | McLaggon 88' | Público: 0 Árbitro: CZE Pavel Rejzek |